# Christlicher Nationalismus
|  | Dieser Artikel wurde aufgrund von akuten inhaltlichen oder formalen Mängeln auf der Qualitätssicherungsseite des Portals Christentum eingetragen. Bitte hilf mit, die Mängel dieses Artikels zu beseitigen, und beteilige dich bitte an der Diskussion. |

Christlicher Nationalismus ist eine politische und religiöse Ideologie, die christliche und nationalistische Elemente miteinander verbindet. Es handelt sich um die christliche Ausprägung des religiösen Nationalismus. Anhänger dieser Bewegung streben danach christliche Werte und Symbole in den Vordergrund des öffentlichen und politischen Lebens zu stellen und die nationale Identität eng mit dem Christentum zu verknüpfen.

## Merkmale
Zu den Hauptmerkmalen des christlichen Nationalismus gehört die Überzeugung, dass die eigene Nation von Gott auserwählt oder gesegnet sei, das Bestreben, christliche Symbole und Praktiken in öffentlichen Einrichtungen zu fördern, die Ablehnung der Trennung von Kirche und Staat, die Betonung traditioneller und christlicher Familienwerte und Geschlechterrollen und eine restriktive Haltung gegenüber Einwanderung und religiöser Vielfalt.
Im Polen unter Józef Piłsudski wurde mit dem Begriff auch die Unterordnung kirchlicher Gruppierungen unter dem Primat des Nationalismus verstanden. Johannes Vorster, langjähriger Ministerpräsident des Apartheid-Regimes Südafrikas, bekannte sich bereits 1942 zum Christlichen Nationalismus und bezeichnete diesen als Verbündeten des deutschen Nationalsozialismus. Im Prinzip seien diese wie auch der italienische Faschismus ein und dieselbe Form einer „anti-demokratischen [...] Diktatur“.
Im Vergleich zu Evangelikalen sind christliche Nationalisten weniger „bibelfest“ und besuchen Kirchen seltener und sind weniger religiös. In den Vereinigten Staaten zeigen christliche Nationalisten eine hohe Affinität zu Donald Trump und sind eng mit dessen politischem Netzwerk verbunden.

## Verbreitung
Christlicher Nationalismus findet sich in verschiedenen Ländern, ist aber zuletzt besonders in den Vereinigten Staaten ausgeprägt. Dort sehen die Anhänger die USA oft als eine von Gott begünstigte Nation und interpretieren die Gründungsdokumente als göttlich inspiriert. In den USA hat der christliche Nationalismus in den letzten Jahren an Einfluss gewonnen und spielt eine zunehmend wichtige Rolle in der politischen Landschaft. Er beeinflusst Debatten zu Themen wie Abtreibung, LGBTQ+-Rechte und Einwanderung.
Ein weiteres Beispiel ist die Geschichte der institutionellen evangelischen Kirche in Deutschland im 19. und 20. Jahrhundert (siehe Nationalprotestantismus): im Kaiserreich herrschte eine Identifikation des Protestantismus mit Kaiser und Reich vor. Die nationalistische Gesinnung setzte sich auch in der Weimarer Republik fort, verbunden mit gegen die Demokratie gerichteten Einstellungen der Kirchenvertreter. Der Aufstieg der NSDAP am Ende der Weimarer Republik fand in protestantischen Kreisen Unterstützung. Erst 1985 veröffentlichte die Evangelische Kirche in Deutschland eine Denkschrift, in der sie sich zur Demokratie bekannte.

## Kritik
Kritiker argumentieren, dass christlicher Nationalismus die religiöse Freiheit und Vielfalt gefährdet und zu einer gesellschaftlichen Spaltung und Diskriminierung führt. Außerdem würden historische Fakten verzerrt darstellt und demokratische Prinzipien untergraben.